# Onjo od Baekjea
Onjo (? - 28., vladao 18. pr. Kr.–28.) bio je kralj i osnivač Baekjea, jednog od Tri kraljevstva Koreje. Prema Samguk Sagiju, bio je predak svih kraljeva Baekjea.
Bio je sin Jumonga, kralja i osnivača države Goguryeo.